# Euphaedra sophron
Euphaedra sophron är en fjärilsart som beskrevs av Doubleday 1848. Euphaedra sophron ingår i släktet Euphaedra och familjen praktfjärilar. Inga underarter finns listade i Catalogue of Life.